# Vad röst, vad ljuvlig röst jag hör
Vad röst, vad ljuvlig röst jag hör är en nattvardspsalm med text skriven 1813 av Johan Olof Wallin och musik är en tysk folkmelodi eller skriven i Köpenhamn 1569. Olof Åhlström har också skrivit en melodi till denna texten 1825
Olof Åhlström

## Publicerad som
- Nr 390 A i Den svenska psalmboken 1986 under rubriken "Nattvarden".
- Nr 390 B i Den svenska psalmboken 1986 under rubriken "Nattvarden". (Olof Åhlströms melodi).